# Issaguen (commune)
Pour les articles homonymes, voir Issaguen.
Ne pas confondre avec la commune rurale voisine de Ketama ou la région environnante également appelée « Ketama ».
Issaguen (en amazighe : ⵉⵙⵙⴰⴳⵡⴻⵏ, Issagwen; en arabe : اساݣن), anciennement Achaken et souvent désignée — mais non officiellement — en tant que « Ketama », est une commune rurale marocaine de la province d'Al Hoceima, dans la région administrative Tanger-Tétouan-Al Hoceima. Elle comporte une agglomération — son centre urbain — du même nom. Elle peut être considérée comme la capitale de la confédération tribale des Sanhadja de Srayr

## Géographie
Issaguen est située dans le Rif occidental, au centre nord du Maroc, près de Ketama, à l'intersection de l'axe routier Chefchaouen-Al Hoceima (N 2) et de la route de Fès (R 509 : « la route de l'Unité ») et au pied du jebel Tidighine (2 456 m).
Ses coordonnées géographiques sont 34° 54′ 00″ N, 4° 34′ 42″ O et son altitude moyenne est de 1 687 m. Son code postal est 32302.

## Toponymie
La commune d'Achaken a pris officiellement le nom d'Issaguen — en arabe : اساكن — en 1963 ; elle comporte une agglomération — son centre urbain — du même nom.
Issaguen est souvent désignée — mais non officiellement — sous le nom de « Ketama », d'où une confusion possible avec sa voisine, ex-Tetla Ketama, officiellement renommée Ketama en 1963 ; confusion courante pouvant être due au fait que la dénomination de « Ketama » est aussi utilisée pour la région environnante.

## Histoire
Le territoire d'Issaguen a fait partie du Maroc sous protectorat espagnol de 1912 à 1956, tandis que la commune a été créée — sous le nom d'Achaken — en 1959.

## Démographie
De 1994 à 2004, la population de la commune rurale d'Issaguen est passée de 12 799 à 15 425 habitants, tandis que celle de son centre urbain — unité statistique et non administrative — du même nom est passé de 1 593 à 1 628. En 2014, elle était de 17 351 habitants et celle de son centre de 2 474.

## Politique et administration
Le président du conseil communal d'Issaguen — élections communales de 2015 — est Abdessalam El Yousfi, affilié au Mouvement populaire.
Depuis 2015, à la suite du passage du Maroc de 16 à 12 régions administratives, Issaguen, qui dépendait de Taza-Al Hoceima-Taounate, fait partie de Tanger-Tétouan-Al Hoceima. Par ailleurs, cette commune relève du périmètre des provinces du Nord.

## Culture locale et patrimoine
En août, s'y déroulent les festivités du moussem  de Sidi el Hadj Yacoub[réf. nécessaire].

## Identité
Les Issaguen, appartenant aux Senhaja Sraïr, sont un groupe amazigh (berbère) des montagnes du Rif central, au nord du Maroc. Leur identité est marquée par leur langue amazighe (tamazight), leurs traditions montagnardes, leur musique ancestrale, et leur attachement à leur territoire. Malgré des influences extérieures, ils ont préservé une forte culture amazighe.